# George Greville, IV conte di Warwick
George Guy Greville, IV conte di Warwick (Londra, 28 marzo 1818 – Castello di Warwick, 2 dicembre 1893), è stato un politico inglese.

## Biografia
Era l'unico figlio di Henry Greville, III conte di Warwick, e di sua moglie, Lady Sarah Elizabeth Savile. Studiò all'Università di St. John, Oxford.

## Carriera politica
Ha ricoperto la carica di deputato conservatore per South Warwickshire tra il 1845 e il 1853.
Ha servito come colonnello onorario della Warwickshire Yeomanry e come aiutante di campo della regina Vittoria.
Nel 1858 ha ospitato la regina Vittoria e il principe Alberto al castello di Warwick. Nel 1892 ha intrattenuto il principe di Galles (il futuro Edoardo VII) e il duca di York (il futuro Giorgio V) al castello di Warwick.

## Matrimonio
Sposò, il 18 febbraio 1852, Lady Anne Charteris (29 luglio 1829-16 agosto 1903), figlia di Francis Wemyss-Charteris, IX conte di Wemyss, e di sua moglie, Lady Louisa Bingham. Ebbero cinque figli:
- Francis Greville, V conte di Warwick (9 febbraio 1853-15 gennaio 1924);
- Lord Alwyn Henry Fulke Greville (9 febbraio 1854-11 aprile 1929), sposò Mabel Elizabeth Georgina Smith, ebbero due figli;
- Lord Louis George Greville (1º gennaio 1856-6 marzo 1941), sposò Lily Gordon, ebbero un figlio;
- Lady Eva Sarah Louise Greville (1860-12 luglio 1940), sposò il colonnello Frank Dugdale, ebbero tre figli;
- Lord Sidney Robert Greville (16 novembre 1866-12 giugno 1927).

## Morte
Morì il 2 dicembre 1893, all'età di 75 anni, al Castello di Warwick, Warwickshire.

## Ascendenza
|                                      |                                    |                           | Genitori                          |  |  | Nonni |  |  | Bisnonni                             |  |  | Trisnonni                           |  |
|                                      |                                    |                           |                                   |  |  |       |  |  | Francis Greville, I conte di Warwick |  |  | William Greville, VII barone Brooke |  |
|                                      |                                    |                           |                                   |  |  |       |  |  | Francis Greville, I conte di Warwick |  |  | William Greville, VII barone Brooke |  |
|                                      |                                    | Mary Thynne               |                                   |  |  |       |  |  | Francis Greville, I conte di Warwick |  |  |                                     |  |
| George Greville, II conte di Warwick |                                    |                           |                                   |  |  |       |  |  | Francis Greville, I conte di Warwick |  |  |                                     |  |
|                                      |                                    | lady Elizabeth Hamilton   | lord Archibald Hamilton           |  |  |       |  |  |                                      |  |  |                                     |  |
|                                      |                                    | lady Elizabeth Hamilton   | lord Archibald Hamilton           |  |  |       |  |  |                                      |  |  |                                     |  |
|                                      |                                    | lady Elizabeth Hamilton   | lady Jane Hamilton                |  |  |       |  |  |                                      |  |  |                                     |  |
| Henry Greville, III conte di Warwick |                                    | lady Elizabeth Hamilton   |                                   |  |  |       |  |  |                                      |  |  |                                     |  |
|                                      |                                    | Richard Vernon            | Henry Vernon                      |  |  |       |  |  |                                      |  |  |                                     |  |
|                                      |                                    | Richard Vernon            | Henry Vernon                      |  |  |       |  |  |                                      |  |  |                                     |  |
|                                      |                                    | Richard Vernon            | Penelope Phillips                 |  |  |       |  |  |                                      |  |  |                                     |  |
| Henrietta Vernon                     |                                    | Richard Vernon            |                                   |  |  |       |  |  |                                      |  |  |                                     |  |
|                                      |                                    | lady Evelyn Leveson-Gower | John Leveson-Gower, I conte Gower |  |  |       |  |  |                                      |  |  |                                     |  |
|                                      |                                    | lady Evelyn Leveson-Gower | John Leveson-Gower, I conte Gower |  |  |       |  |  |                                      |  |  |                                     |  |
|                                      |                                    | lady Evelyn Leveson-Gower | lady Evelyn Pierrepont            |  |  |       |  |  |                                      |  |  |                                     |  |
| George Greville, IV conte di Warwick |                                    | lady Evelyn Leveson-Gower |                                   |  |  |       |  |  |                                      |  |  |                                     |  |
|                                      | John Savile, I conte di Mexborough | Charles Savile            |                                   |  |  |       |  |  |                                      |  |  |                                     |  |
|                                      | John Savile, I conte di Mexborough | Charles Savile            |                                   |  |  |       |  |  |                                      |  |  |                                     |  |
|                                      | John Savile, I conte di Mexborough | Alathea Millington        |                                   |  |  |       |  |  |                                      |  |  |                                     |  |
| John Savile, II conte di Mexborough  | John Savile, I conte di Mexborough |                           |                                   |  |  |       |  |  |                                      |  |  |                                     |  |
|                                      |                                    | Sarah Delaval             | Francis Blake Delaval             |  |  |       |  |  |                                      |  |  |                                     |  |
|                                      |                                    | Sarah Delaval             | Francis Blake Delaval             |  |  |       |  |  |                                      |  |  |                                     |  |
|                                      |                                    | Sarah Delaval             | Rhoda Apreece                     |  |  |       |  |  |                                      |  |  |                                     |  |
| lady Sarah Elizabeth Savile          |                                    | Sarah Delaval             |                                   |  |  |       |  |  |                                      |  |  |                                     |  |
|                                      |                                    | Henry Stephenson          | John Stephenson                   |  |  |       |  |  |                                      |  |  |                                     |  |
|                                      |                                    | Henry Stephenson          | John Stephenson                   |  |  |       |  |  |                                      |  |  |                                     |  |
|                                      |                                    | Henry Stephenson          | Elizabeth Bell                    |  |  |       |  |  |                                      |  |  |                                     |  |
| Elizabeth Stephenson                 |                                    | Henry Stephenson          |                                   |  |  |       |  |  |                                      |  |  |                                     |  |
|                                      |                                    | Alice Stephenson          | sir William Stephenson            |  |  |       |  |  |                                      |  |  |                                     |  |
|                                      |                                    | Alice Stephenson          | sir William Stephenson            |  |  |       |  |  |                                      |  |  |                                     |  |
|                                      |                                    | Alice Stephenson          | …                                 |  |  |       |  |  |                                      |  |  |                                     |  |
|                                      |                                    | Alice Stephenson          |                                   |  |  |       |  |  |                                      |  |  |                                     |  |